# Blommersia transmarina
Blommersia transmarina ist eine Art aus der Familie der Madagaskarfrösche (Mantellidae), die auf der Komoren-Insel Mayotte im Indischen Ozean endemisch ist.

## Beschreibung
Weibchen erreichen eine Kopf-Rumpf-Länge von 26,9 bis 34,5 mm, Männchen bleiben kleiner mit nur 25,0 bis 27,9 mm. Es handelt sich hierbei um die größte, am kräftigsten gebaute Art der Gattung Blommersia, was auf eine milde Form von Inselgigantismus zurückgeführt wird. Der Kopf ist breiter als der Rumpf, die Schnauze etwas zugespitzt. Die Färbung der Körperoberseite ist bräunlich, gelegentlich mit dunklen oder weißlichen Flecken, über die Hinterbeine ziehen sich mehrere mehr oder weniger deutlich ausgeprägte Streifen. Seltenere Farbvarianten besitzen einen hellen Mittelstreifen oder eine Y-förmige bräunliche Markierung auf der Körperoberseite. Bauchseits ist die Färbung weiß-gelblich, bei Männchen ist die Kehle silbrig. Die Hautstruktur ist glatt. Die Iris ist dunkel mit zwei hellen Streifen unten und oben. Männchen besitzen die für die Mantellinae charakteristischen Femoraldrüsen auf der unteren Seite der Oberschenkel und eine einzelne subgulare Schallblase. Brunftschwielen sind nicht vorhanden, was ebenfalls für die Unterfamilie typisch ist. Zähne auf dem Vomer (Pflugscharbein) sind vorhanden.

## Lebensweise
Blommersia transmarina kommt in einer Vielzahl von Habitaten vor, darunter beispielsweise Wälder und halboffene Lebensräume, aber auch Gärten und Plantagen. Die Art zeigt das charakteristische abgeleitete Fortpflanzungsverhalten der Mantellinae. Statt das Weibchen zu umklammern (Amplexus), wie es bei den meisten Fröschen üblich ist, positioniert es sich bei der Paarung über dem Weibchen. Der Laich wird außerhalb des Wassers abgelegt, meist an Blättern, die über die Oberfläche stehender Gewässer hängen. Die Fortpflanzung wurde in den Monaten Februar und März beobachtet, geschieht aber wahrscheinlich über diesen Zeitraum hinaus.

## Systematik
Diese Art und ihre ebenfalls auf Mayotte endemische Schwesterart Blommersia nataliae sind die einzigen beiden Vertreter ihrer Gattung, die außerhalb Madagaskars vorkommen, von wo ihr Vorfahre wahrscheinlich vor etwa sechs bis acht Millionen Jahren einwanderte. Ihr gemeinsamer nächster Verwandter ist Blommersia wittei, beheimatet im Norden Madagaskars. Mit Boophis nauticus kommt noch eine weitere Art der Familie Mantellidae auf Mayotte vor, während das Verbreitungsgebiet der Familie ansonsten auf Madagaskar beschränkt ist.